# Thiantreen
Thiantreen is een zwavelhoudende heterocyclische verbinding. Het komt voor als een wit tot beige poeder of kristallen. Het is niet oplosbaar in water.
Thiantreen werd in 1868 ontdekt door John Stenhouse; hij noemde het phenylene sulphide. De oplossing in geconcentreerd zwavelzuur was magenta gekleurd. Later is vastgesteld dat thiantreen in deze oplossing voorkomt als een radicalair kation.

## Structuur
Thiantreen is een thio-ether en bestaat uit twee benzeenringen die verbonden zijn door twee zwavelatomen. Het is het zwavelanaloog van dibenzo-1,4-dioxine. In tegenstelling daarmee heeft thiantreen geen vlakke conformatie maar een vlinderconformatie. De vlakken van de twee benzeenringen in thiantreen vormen onderling een hoek die met verschillende technieken is bepaald. De hoek blijkt afhankelijk te zijn van de toestand van de stof. Analyse van kristallen met röntgendiffractie leverde een hoek van 128°. Elektronendiffractie in de gasfase gaf een hoek van 131,4°. In oplossing werd een hoek tussen 140 en 144° gevonden door meting van het dipoolmoment of het Kerreffect. Met NMR-spectroscopie werd de hoek in oplossing nauwkeurig bepaald op 141,6°.

## Synthese
Thiantreen kan gevormd worden door de reactie van zwavelchloride met benzeen in aanwezigheid van aluminiumchloride.

## Toepassingen
Thiantreen is een intermediaire stof voor de productie van kleurstoffen. Derivaten van thiantreen zijn ook gebruikt als weekmaker (bijvoorbeeld 2,6-dimethylthianthreen), pesticiden en vlamvertragers, meer bepaald hooggechloreerde thiantrenen zoals hexachloorthiantreen en octachloorthiantreen.